# Carneiro-selvagem
O carneiro-selvagem (Ovis canadensis) (referido ainda pelo nome inglês bighorn), ao lado do carneiro-de-dall, é uma das duas espécies de carneiro selvagem da América do Norte. A taxonomia continua a ser modificada quando novos dados genéticos e morfológicos tornam-se disponíveis, mas a maioria de cientistas reconhecem atualmente as seguintes subespécies (veja Wehausen & Ramey 2000, Wehausen et al. 2005):
- Carneiro-das-montanhas-rochosas (Ovis canadensis canadensis)
- Carneiro-da-sierra-nevada (Ovis canadensis sierrae),[3]
- Carneiro-selvagem-do-deserto (Ovis canadensis nelsoni)

Além disso, há atualmente duas populações nos Estados Unidos em perigo de extinção:
- Carneiro-da-sierra-nevada (Ovis canadensis sierrae), reconhecido como uma subespécie única
- Bighorn-peninsular, um segmento da população de Bighorn do Deserto distinta (Ovis canadensis nelsoni).

## Origens
Carneiros selvagens cruzaram o estreito de Bering, na época terra firme, da Sibéria durante o Pleistoceno (há cerca de 750000 anos) e, subsequentemente, propagaram-se para a América do Norte ocidental, tendo como limite sul máximo, a Baja California e México setentrional. A separação de seu antepassado asiático mais próximo (Ovis nivicola) ocorreu aproximadamente há 600.000 anos. Na América do Norte, o carneiro selvagem divergiu em duas espécies: o carneiro-de-dall que distribui-se pelo Alasca e noroeste do Canadá, e o bighorn que se distribui do sul do Canadá ao México. Entretanto, o status destas espécies é questionável dada que hibridizações ocorreram entre elas em sua história evolucionária recente .

## Mitologia
O bighorn era o animal mais admirado pelo povo Apsaalooka, ou Crow, e hoje em dia a Cordilheira do Montes Bighorn é considerado o centro das terras tribais dos Apsaalooka. No livro da Área Nacional de Recreação do Canyon Bighorn, o contador de histórias, o Velho Coiote conta uma lenda relacionada aos bighorn. Um homem possuído por espíritos do mal tenta matar um jovem, empurrando-o para baixo penhasco, mas a vítima salva-se quando fica presa nas árvores. Resgatado por carneiros selvagens, o homem tomou o nome de líder deles, Metal Grande. Os outros carneiros concederam-lhe o poder, a sabedoria, os olhos afiados, o descalço certo, a audição apurada, a força grande e um coração forte. Metal Grande retornou para seu povo com a mensagem de que o povo Apsaalooka irá sobreviver por muito tempo no rio que corre fora das montanhas conhecido como rio Bighorn.

## Características

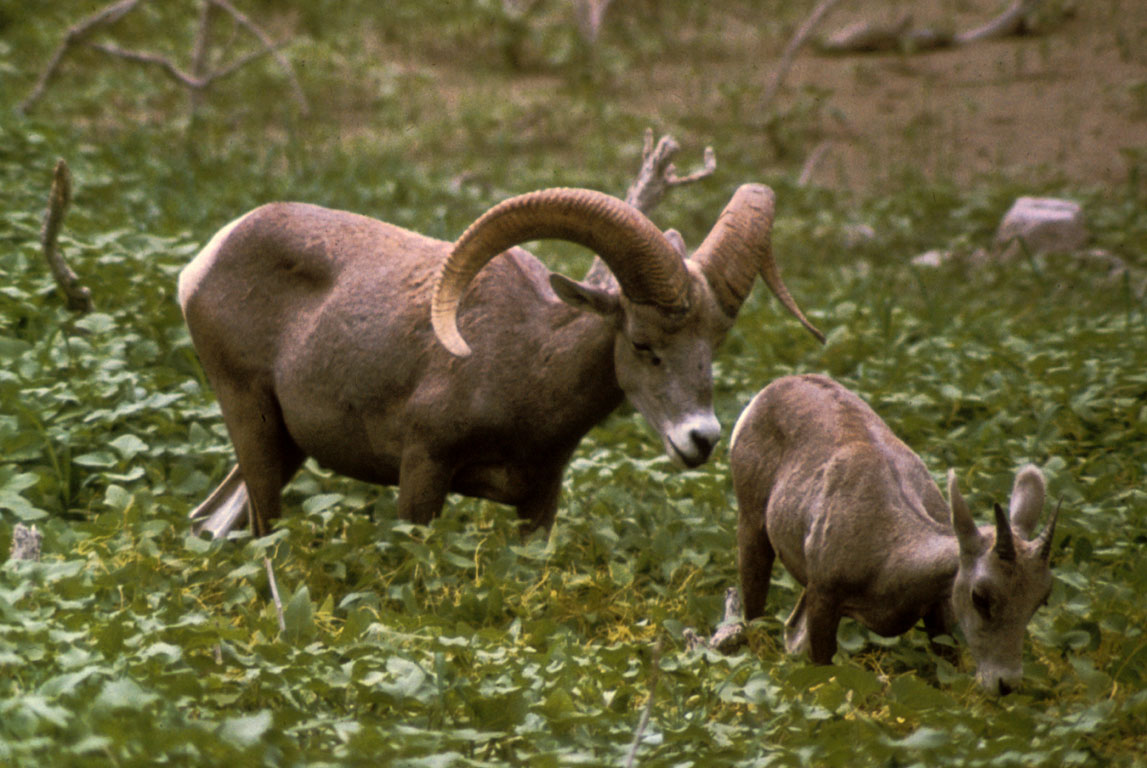
Ovis canadensis

Bighorn são chamados assim pelos chifres carregados pelos machos, grandes e curvados (bighorn, do inglês "big horn"). As ovelhas têm também chifres, mas são curtos e com somente uma ligeira curvatura. Variam na coloração do marrom claro ao cinzento ou preto, marrom chocolate, com as costas e um forro brancos na parte traseira de todos os quatro pés . Fêmeas do Carneiro das Montanhas Rochosas pesam até 90 kg, e machos ocasionalmente excedem os 135 kg. Em contraste, as fêmeas do carneiro-da-sierra-nevada pesam cerca de de 63 kg com os machos pesando por volta de 90 kg. Os chifres dos machos podem pesar até 14 kg, mais que o resto dos ossos juntos do corpo do macho .
Os bighorn alimentam-se de gramíneas e plantas arbustivas, particularmente no outono e no inverno, e buscam em reservas naturais de sal. São bem adaptados a escalar o terreno íngreme onde procuram proteção contra predadores tais como coiotes, águias e pumas. Vivem em rebanhos grandes, mas porque não têm a hierarquia do muflão, não podem ser domesticados. Esse é porque os bighorns não seguem automaticamente um único líder, assim como os ancestrais asiáticos da ovelha doméstica faziam.
Antes da estação do acasalamento, os carneiros tentam estabelecer uma hierarquia de dominância que determina o acesso às ovelhas para a cópula. Realiza-se durante o período pré-acasalamento a maioria das características batidas de chifre, que ocorre entre os machos, embora este comportamento possa ocorrer em uma quantidade limitada durante todo o ano .. Os chifres dos machos podem pesar mais de 18 kg, e frequentemente exibem estragos pelas batidas repetitivas. As fêmeas possuem uma gestação de 6 meses. Em climas temperados, o pico do acasalamento ocorre em novembro, com os cordeiros nascendo em maio.
Os bighorn são altamente suscetíveis a determinadas doenças carregadas por carneiros domésticos tais como sarna e pneumonia; somando-se as mortes que ocorrem em consequência dos acidentes que envolvem deslizamentos de pedras e quedas de penhascos (são riscos enfrentados por viver no terreno íngreme).

## Análise Científica

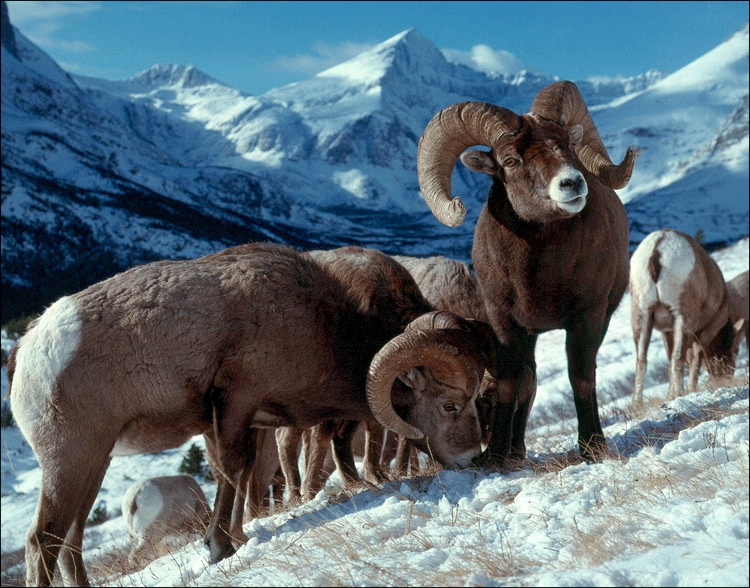
Um grupo de carneiros.

Os bighorns são considerados bons indicadores da saúde da terra porque a espécie é sensível a muitos problemas ambientais humano-induzidos. Além de seu valor estético, ele são considerados animais desejáveis por caçadores. As subespécies das Rochosas e da Sierra Nevada ocupam as regiões montanhosas mais frescas do Canadá e dos Estados Unidos. Em contraste, a subespécie do deserto é nativa do quente ecossistema desértico do sudoeste dos Estados Unidos.
Em 1940, Cowan dividiu taxonomicamente a espécie em sete subespécies:
- Carneiro-das-montanhas-rochosas Ovis canadensis canadensis. Habitat: da Colúmbia Britânica ao Arizona.
- Bighorn-da-califórnia Ovis canadensis californiana. Owens definiu o habitat da Columbia Britânica à Califórnia e até Dakota do Norte. A definição desta subespécie foi atualizada (ver abaixo).
- Bighorn-de-nelson Ovis canadensis nelsoni, o bighorn do deserto mais comum, vai da Califórnia até ao Arizona.
- Bighorn-mexicano Ovis canadensis mexicana, distribuem-se do Arizona e Novo México até Sonora e Chihuahua.
- Bighorn-peninsular Ovis canadensis cremnobates. Habitat: a Califórnia e Baja California.
- Bighorn-de-weem Ovis canadensis weemsi. Habitat: Baja California.
- Bighorn-de-audubon Ovis canadensis auduboni. Habitat: Dakota do Norte, Dakota do Sul, Montana, Wyoming, Nebraska. Extinto desde 1925.

Entretanto, começando em 1993, Ramey e seus colegas , usando testes de DNA, mostraram que esta divisão em sete subespécies é pela maior parte ilusória. Os recentes avanços da Ciência mostraram que o Bighorn é uma espécie única, com 3 subespécies O. c. canadensis, O. c. nelsoni e O. c. sierrae. O. c. sierrae é um subespécies geneticamente distinta que ocorre somente na Sierra Nevada. O. c. nelsoni ocorrer na região regiões desérticas do sudoeste dos Estados Unidos e México, visto que o O. c. canadensis ocupa as Montanhas Rochosas dos Estados Unidos e Canadá e noroeste dos Estados Unidos.

## Bighorn na cultura
O carneiro-das-montanhas-rochosas é o mamífero-símbolo da província de Alberta (Canadá) e do estado do Colorado (Estados Unidos).